# ژرمن تیلیون
ژرمن تیلیون (به انگلیسی Germaine Tillion)؛ (زاده ۳۰ مه ۱۹۰۷ – درگذشته ۱۸ آوریل ۲۰۰۸) انسان‌شناس اهل فرانسه زنی ادیب و قوم‌شناس و عضوی از مقاومت فرانسه بود. او بخاطر نقش قهرمانانه‌ای که در طول جنگ جهانی دوم داشت مدال‌های افتخار متعددی را به خود اختصاص داد. او دومین زنی است که جایزه لژیون دونور صلیب بزرگ را از ژنرال دو گل دریافت کرد و در بیست و هفتم ماه مه سال ۲۰۱۵ در پانتئون به او ادای احترام شد.

## زندگی‌نامه

### خانواده و دوران کودکی
ژرمن مادرش لوسین تیلیون و پدرش امیل کوساک بود ولی با نام مادری اش شناخته می‌شد. خواهر او فرانسواز در سال ۱۹۰۹ به دنیا آمد.
والدینش متعلق به طبقه بورژوا و در عین حال کاتولیک و جمهوری‌خواه بودند.
در سال ۱۹۰۷، پدر او در الجزیره قاضی صلح بود. ژرمن به موسیقی، باستان‌شناسی، عکاسی، شکار و زندگی روستایی علاقه‌مند بود. بعد از هشت سالگی ژرمن با خواهرش فرانسواز به پانسیون ژاندارک در کلرمون فران فرستاده شدند. او در آنجا کلاسهای ابتدایی اش را گذراند و در همان سال‌ها بود که جنگ شروع شد. در سال ۱۹۲۲، پدر و مادرش به سنت مور در خانه پدربزرگ و مادربزرگ مادری او، فرانسوا کوساک و ماری آنتوانت نقل مکان کردند.

### تحصیلات عالی
پس از دریافت دیپلم در سال ۱۹۲۵، ژرمن مطالعات پراکنده اش را شروع کرد. او در این رابطه می‌گوید: من مطالعاتی را شروع کردم که دوست داشتم. باستان‌شناسی در مدرسه لوور، سپس پیشا تاریخ، تاریخ ادیان، مصرشناسی، فولکلور فرانسه و قوم‌شناسی که به آن علاقه زیادی داشتم را مطالعه کردم …

### مقاومت فرانسه

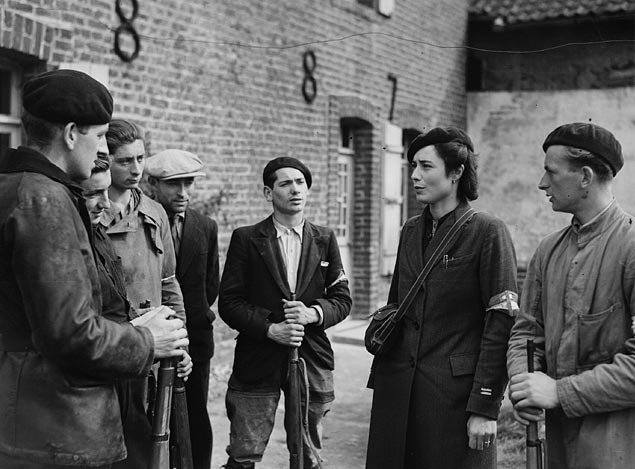
مقاومت فرانسه در سال ۱۹۴۴

ژرمن در سال ۱۹۴۰ به پاریس بازگشت. این دوران همزمان با اشغال فرانسه توسط آلمانها بود. به عنوان اولین اقدام او در مقاومت، وی مدارک خانوادگی خود را در اختیار یک خانواده یهودی قرار داد. او در مقاومت فرانسه در شبکه Musée de l'Homme پاریس تبدیل به یکی از فرماندهان گردید. ماموریت‌های او شامل کمک به فرار زندانیان و سازماندهی اطلاعات برای نیروهای متفقین از سال ۱۹۴۰ الی ۱۹۴۲ بود. به دلیل خیانت یک کشیش بنام Robert Alesch که به شبکه مقاومت او پیوسته و اعتماد وی را جلب کرده بود، در ۱۳ اوت ۱۹۴۲ دستگیر گردید.

### اردوگاه راونسبروک
در ۲۱ اکتبر ۱۹۴۳ او همراه با مادر خود، امیلی تیلیون و همچنین یک عضو دیگر مقاومت به اردوگاه کار اجباری راونسبروک آلمان در نزدیکی برلین فرستاده شد. از ورود او به اردگاه در ۲۱ اکتبر سال ۱۹۴۳ تا سقوط اردوگاه در بهار ۱۹۴۵ او به‌طور مخفیانه برنامه‌های کمدی و اپرا برای سرگرمی زندانیان اجرا می‌کرد. همزمان او روی تجزیه و تحلیل دقیق اردوگاه کار اجباری و قوم‌شناسی مشغول به کار بود.
مادر او در مارس ۱۹۴۵ در اردوگاه کشته شد؛ و ژرمن در بهار همان سال بدنبال عملیات نجات صلیب سرخ سوئد که توسط فولکه برنادوت مذاکره شده بود موفق به فرار از اردوگاه راونسبروک شد.

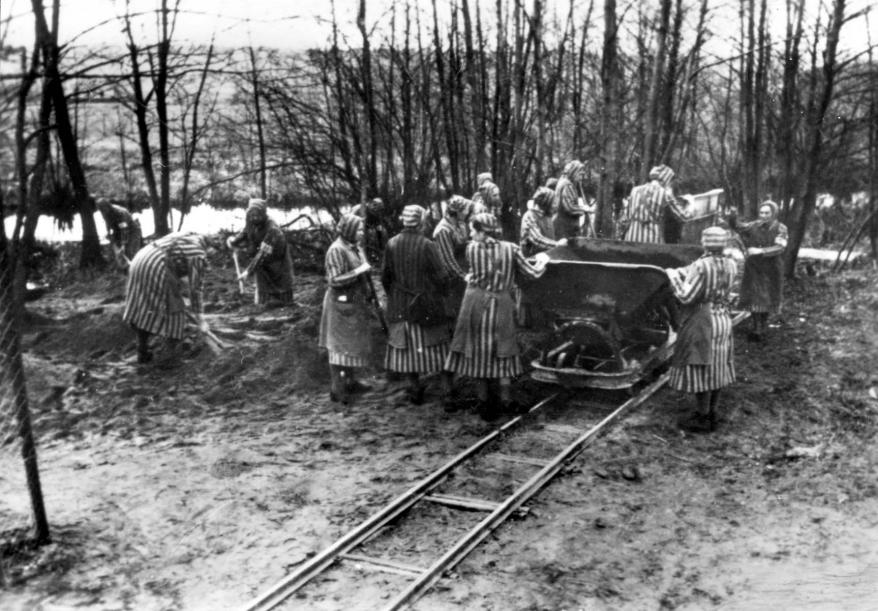
زنان زندانی در اردوگاه کار اجباری راونسبروک

ژرمن تیلیون در سال ۱۹۷۳ کتاب «راونسبروک: گزارش یک شاهد عینی از اردوگاه کار اجباری زنان» را منتشر کرد که در آن جزئیات تجربیات شخصی خود را به عنوان یک زندانی و همچنین تحقیقات معاصر و پس از جنگ او در عملکرد اردوگاه‌ها، جنبش زندانیان، عملیات اداری و جنایات پنهانی و آشکار اس اس را شرح داد. او در خصوص وجود یک اتاق گاز در راونسبروک گزارش داد درحالیکه سایر محققان نوشته بودند که در اردوگاه‌های غربی هیچگاه چنین چیزی وجود نداشته‌است. او همچنین اظهار داشت که اعدام‌ها در طول روزهای آخر جنگ افزایش یافت که یک فاکت اثباتی در خصوص کارایی و ماهیت خودکار «ماشین‌های کشتار» نازی‌ها بود.
او اهداف دوگانه اما متضاد اردوگاه را گزارش کرد؛ از یک طرف، برای راه اندازی «راه حل نهایی» در اسرع وقت (برنامه آلمان نازی برای کشتار جمعی سیستماتیک یهودیان اروپایی در طول جنگ جهانی دوم) و از سوی دیگر، مدیریت یک نیروی برده بسیار بزرگ و سودمند برای حمایت از نیازهای جنگی بود. طبق گزارش‌ها، درآمد آن به رهبری اس اس، که یک ساختار تجاری ایجاد شده توسط هیملر بود، فرستاده می‌شد.
در نهایت، در تلاش برای کشف روانشناسی پیچیده و رفتار شریرانه افرادی که نقش مهمی در اجازه دادن، و سپس پرورش دستگاه‌های مرگ نازی‌ها داشتند، او گزارش‌های کوتاه وحشتناک از زندانیان، کارکنان زندان و «متخصصین» که برای اجرای وظایف عجیب و غریب نازی‌ها نقش کلیدی ایفا می‌کردند، داد.

### پس از جنگ
پس از جنگ، او بین سال‌های ۱۹۴۵–۱۹۵۴ روی تاریخ جنگ جهانی دوم و جنایات جنگی نازی‌ها و گولاگ‌های شوروی (داره کل اردوگاه‌های کار و اصلاح) از سال ۱۹۴۵–۱۹۵۴ کار کرد. او همچنین یک برنامه آموزشی برای زندانیان فرانسوی را آغاز کرد. ژرمن به عنوان استاد دانشکده مطالعات پیشرفته علوم اجتماعی ۲۰ مأموریت علمی را در شمال آفریقا و خاورمیانه عهده‌دار شد.

### جنگ الجزایر
ژرمن در سال ۱۹۵۴ به الجزیره بازگشت تا وضعیت و اهمیت آن را در آستانه جنگ استقلال الجزایر مشاهده و تجزیه و تحلیل کند. او اصلی‌ترین عامل درگیری در این کشور را فقر جمعیت الجزیره توصیف کرد. به منظور بهبود وضعیت، او در اکتبر ۱۹۵۵ «مراکز اجتماعی» را راه اندازی کرد و قصد داشت تا آموزش عالی و حرفه ای را برای مردم روستایی در دسترس قرار دهد که آنها بتوانند در زندگی شهری دوام بیاورند.
در ۴ ژوئیه ۱۹۵۷ در نبرد با الجزیره، او به صورت مخفیانه با یوسف سعدی، رهبر جنبش آزادیخواه ملی، با تلاش برای پایان دادن به اعدام‌ها و حملات علیه غیرنظامیان، دیدار کرد. تیلیون در میان نخستین کسانی بود که استفاده از شکنجه توسط نیروهای فرانسوی در جنگ را محکوم کرد.

## ادامه فعالیت‌ها و تعهدات
در سال ۱۹۵۹ فعالیتهای قوم‌شناسی او همچنان ادامه داشت. کارهای او بر روی جوامع مدیترانه‌ای متمرکز بود. سمینارهای باستان‌شناسی مغرب او هنوز به عنوان مرجع مورد استفاده قرار می‌گیرد. به عنوان یک استاد او در مجموع بیست سفر علمی به آفریقای شمالی و خاورمیانه داشت. او در تقویت زنان مدیترانه (نه تنها زنان مسلمان) که بخاطر محذوریت‌های اقتصادی مجبور بودند کودکان زیادی داشته باشند و پسرها به دخترهایشان اولویت داشت تلاش کرد. کتاب حرم و عموزاده‌های او که در سال ۱۹۷۱ منتشر شد، انعکاس خصمانه بخش‌های خاصی از جهان مسلمان را برانگیخت. او همچنین در انجمن ضد برده داری مدرن فعال بود.
همچنین او در ادامه زندگی اش در خصوص این موضوعات سیاسی فعالیت کرد:
- علیه فقیر نگه داشتن جمعیت الجزایر
- علیه استفاده فرانسه از شکنجه در الجزایر
- برای رهایی زنان در مدیترانه
- در سال ۲۰۰۴، همراه با چند روشنفکر فرانسوی دیگر، وی بیانیه ای را علیه شکنجه در عراق نوشت.

## درگذشت
ژرمن تیلیون روز شنبه ۱۹ آوریل سال ۲۰۰۸ زمانی که ۱۰۱ سال داشت در خانه‌اش در سن مانده در نزدیکی جنگل ونسان در ایالت ول-دو-مرن درگذشت. در ۲۴ آوریل سال ۲۰۰۸ مراسم تشییع جنازه مذهبی او درناحیهٔ ۱۲ پاریس برگزار شد. در ۲۱ فوریه ۲۰۱۴ رئیس‌جمهور فرانسه فرانسوا اولاند گفت که او در پانتئون (پاریس) خاکسپاری خواهد شد. او در مه ۲۰۱۵ در یک خاکسپاری نمادین به آنجا منتقل شد. مقبره ژرمن تیلیون شامل بقایای او نیست، بلکه مقداری خاک از قبر او است، زیرا خانواده وی نمی‌خواستند که جسد ژرمن جابجا شود.